# Saha (cràter)
Saha és un cràter d'impacte situat a la cara oculta de la Lluna, darrere dels llimbs est. Es troba a menys d'un diàmetre a l'est del cràter Wyld de mida similar, i al nord-nord-oest del gran cràter Pasteur.

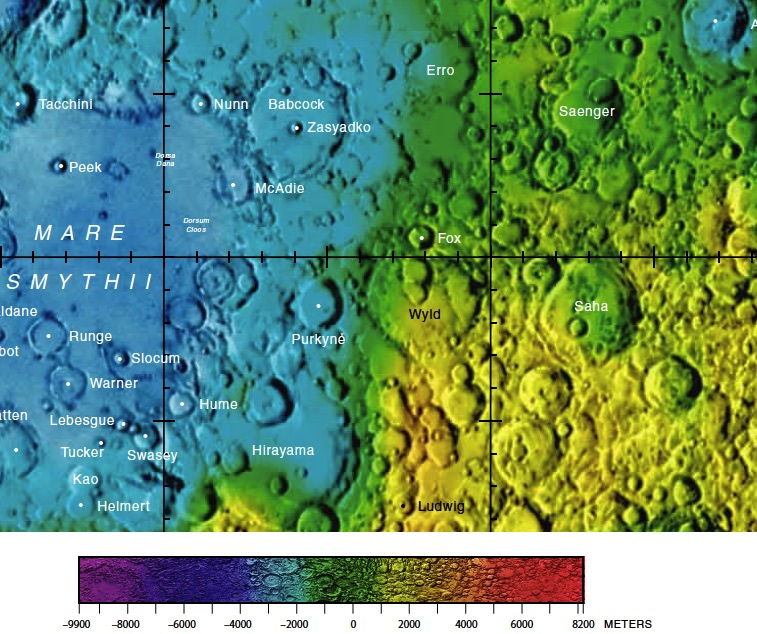
Localització de Saha (centre dreta de la imatge)
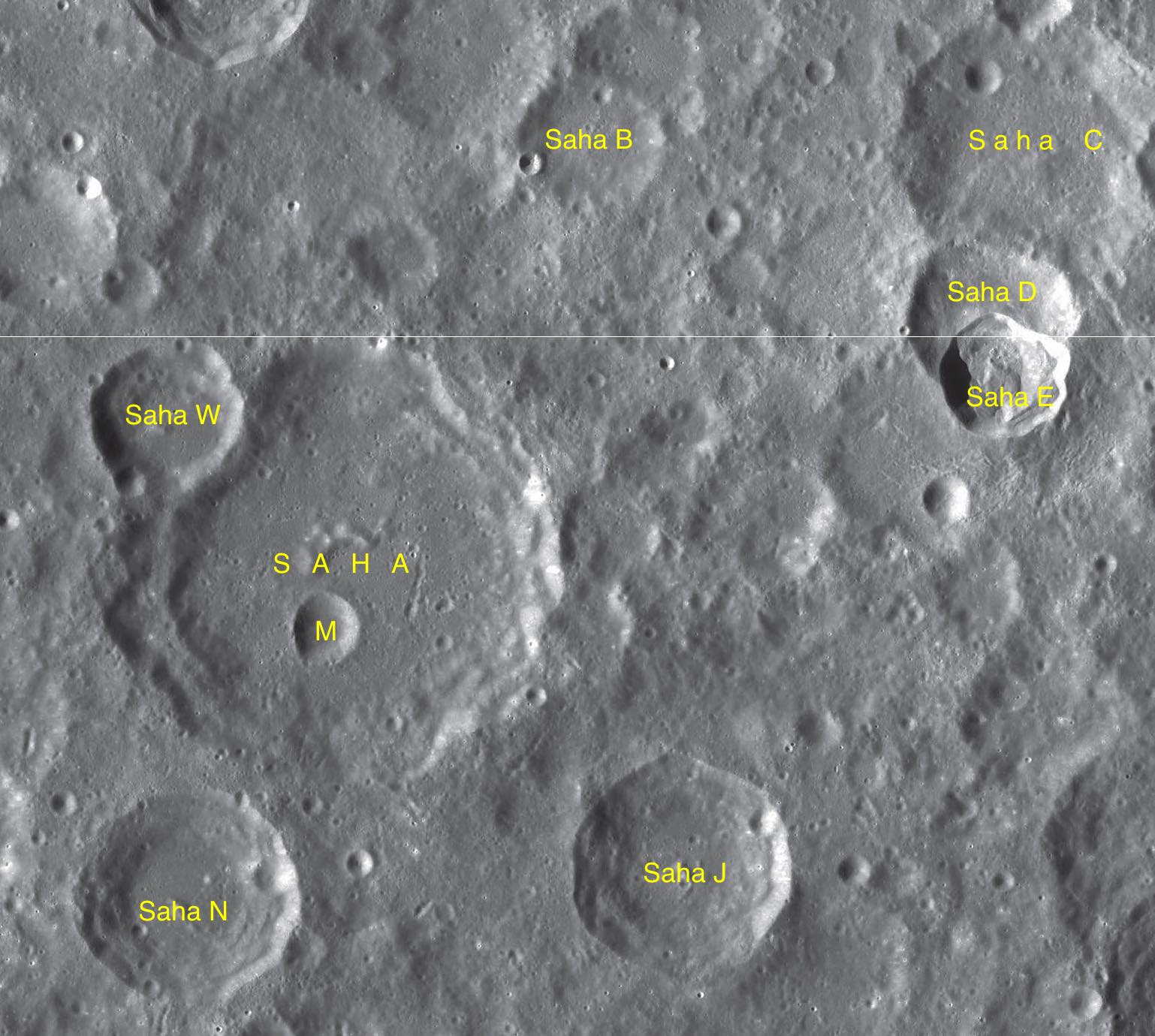
Cràters satèl·lit
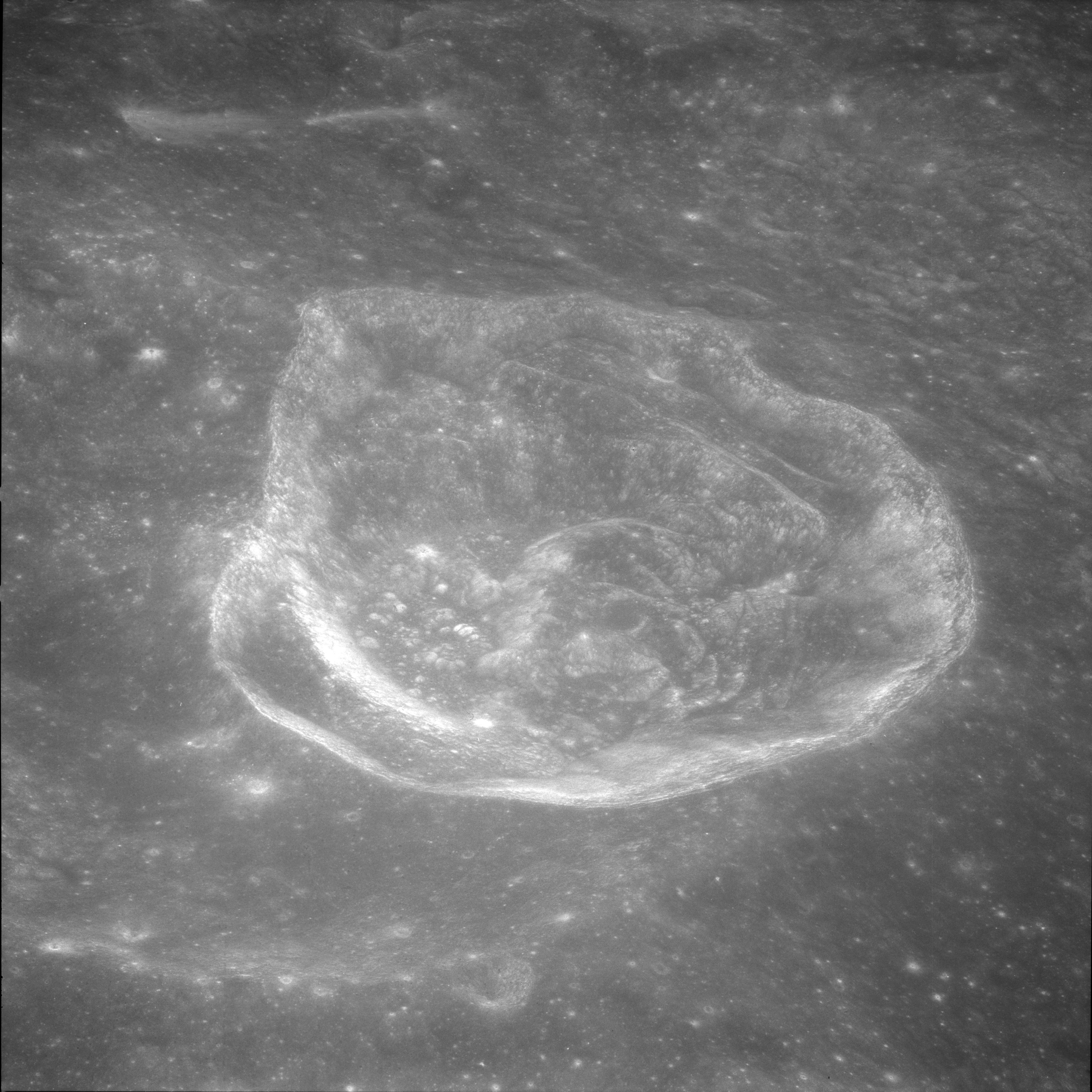
Cràter satèl·lit Saha E

Aquest cràter ha estat desgastat i danyat per impactes posteriors, inclòs el cràter satèl·lit Saha W que es troba al sector nord-oest de la vora del cràter principal.

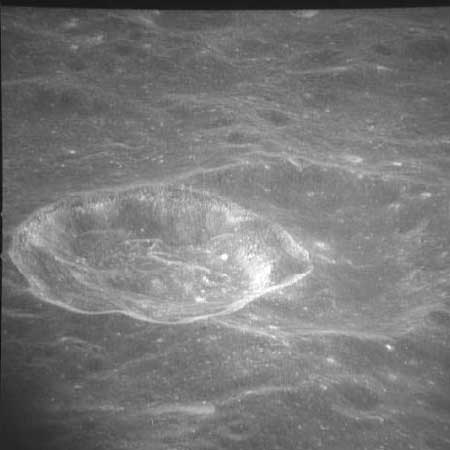
Fotografia de l'Apollo 10
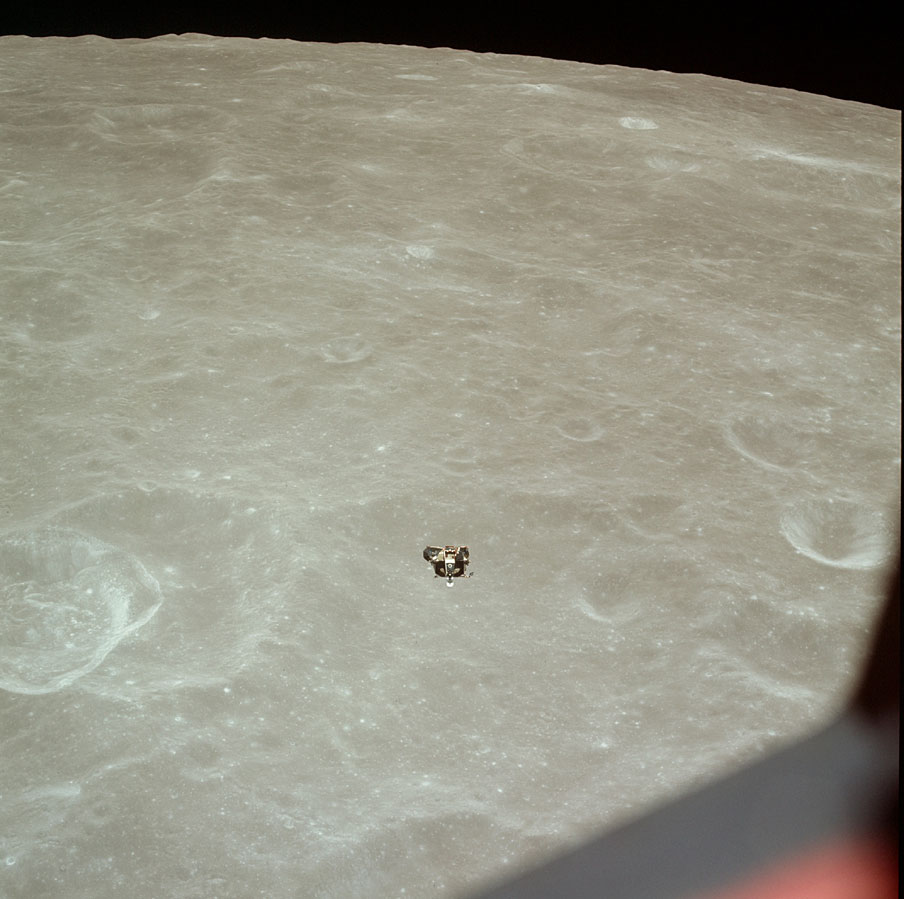
Fotografia de l'Apollo 11

Els costats interiors mostren algunes petites estructures amb terrasses, però per efecte del desgast han perdut definició. Saha M, un petit cràter amb forma de bol, se situa sobre la part sud-oest del terra interior. Al nord d'aquest element apareix una carena amb forma d'arc. El sòl interior està marcat per diversos petits cràters.

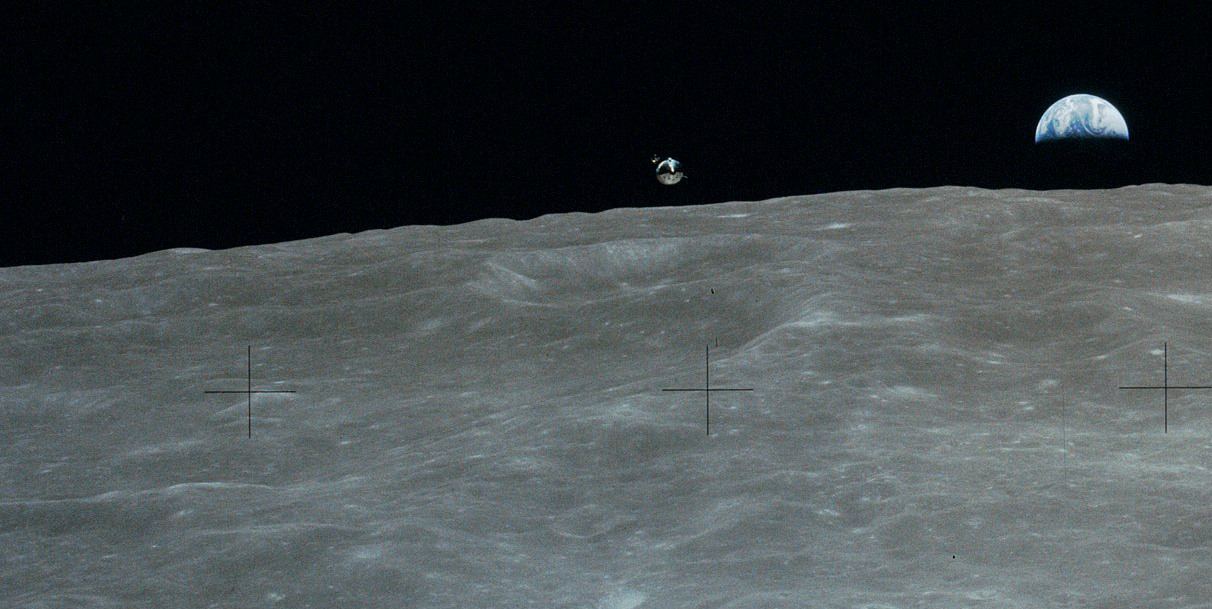
Fotografia de l'Apollo 16
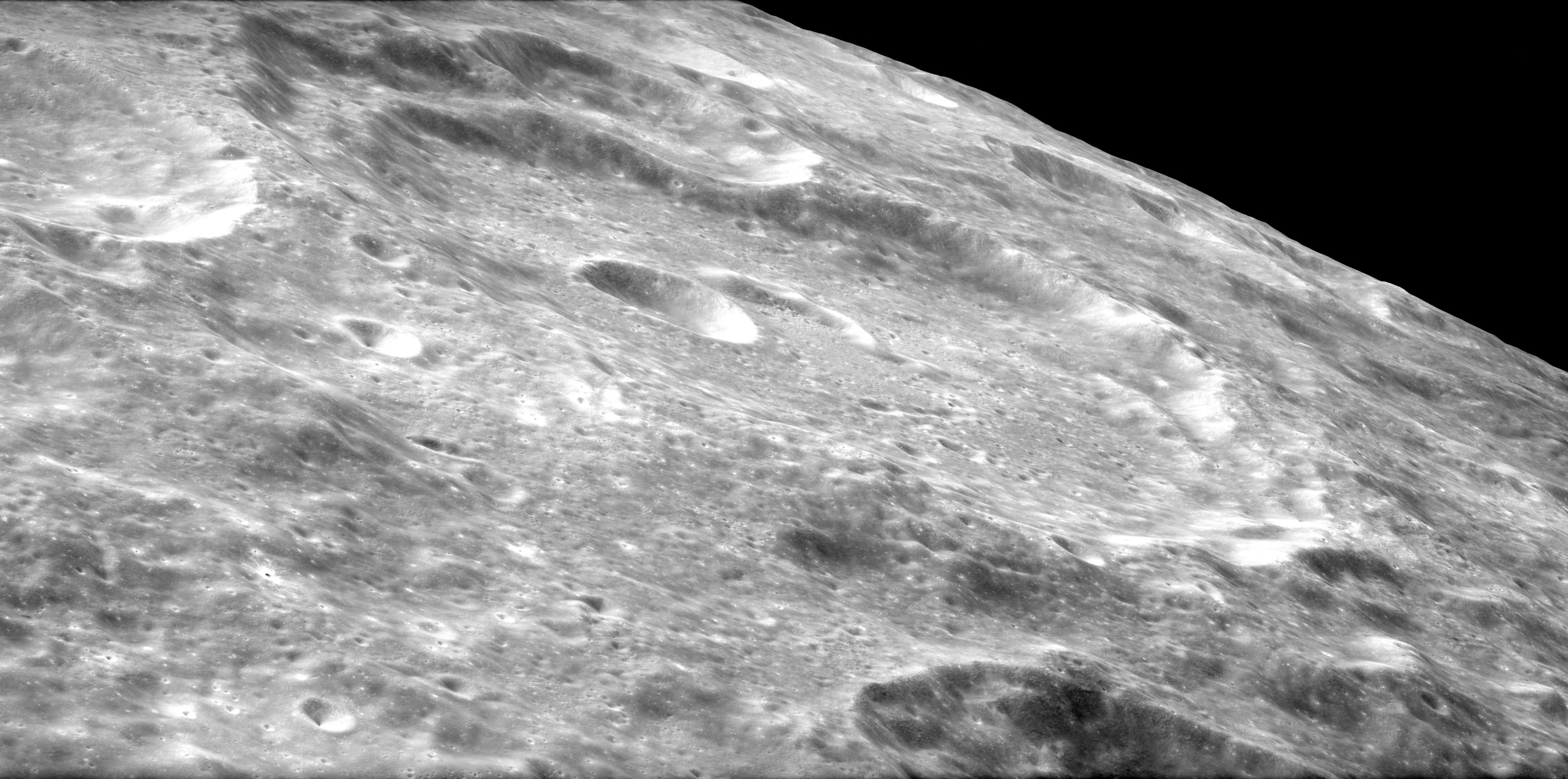
Fotografia de l'Apollo 17

## Cràters satèl·lit
Per convenció aquests elements són identificats en els mapes lunars posant la lletra en el costat del punt central del cràter que està més proper a Saha.
| Saha | Coordenades                          | Diàmetre |
| ---- | ------------------------------------ | -------- |
| B    | 1° 30′ N, 104° 30′ E / 1.5°N,104.5°E | 34 km    |
| C    | 1° 24′ N, 107° 48′ E / 1.4°N,107.8°E | 64 km    |
| D    | 0° 06′ N, 107° 30′ E / 0.1°N,107.5°E | 35 km    |
| E    | 0° 12′ S, 107° 36′ E / 0.2°S,107.6°E | 28 km    |
| J    | 4° 00′ S, 105° 18′ E / 4.0°S,105.3°E | 52 km    |
| M    | 2° 12′ S, 102° 36′ E / 2.2°S,102.6°E | 18 km    |
| N    | 4° 06′ S, 101° 30′ E / 4.1°S,101.5°E | 49 km    |
| W    | 0° 36′ S, 101° 24′ E / 0.6°S,101.4°E | 34 km    |